# Bitoma quadriguttata
Bitoma quadriguttata is een keversoort uit de familie somberkevers (Zopheridae). De wetenschappelijke naam van de soort werd in 1827 gepubliceerd door Thomas Say.